# Walckenaeria aurata
Walckenaeria aurata là một loài nhện trong họ Linyphiidae. Loài này được tìm thấy ở México.